# IPhone 11 Pro
iPhone 11 Pro và iPhone 11 Pro Max là bộ đôi điện thoại thông minh do Apple Inc. thiết kế, phát triển và kinh doanh trên thị trường. Nó được công bố bởi CEO Tim Cook, cùng với chiếc iPhone 11. Mẫu máy này là sản phẩm kế nhiệm cho bộ đôi iPhone XS và iPhone XS Max. Sản phẩm chính thức được phát hành trên toàn thế giới vào ngày 20 tháng 9 năm 2019.
Đây là lần đầu tiên Apple có sự phân cấp giữa các dòng iPhone. Trong đó iPhone 11 được coi là phiên bản tiêu chuẩn và bộ đôi iPhone 11 Pro được coi là phiên bản chuyên nghiệp và cao cấp hơn.

## Thông tin

### Thiết kế
iPhone 11 Pro và 11 Pro Max có sự kế thừa kiểu dáng thiết kế từ iPhone XS và iPhone XS Max. Điểm thay đổi lớn nhất là phần camera khi được trang bị 3 camera, nhiều hơn một so với trước. Trên phiên bản này, mặt lưng của thiết bị vẫn được làm từ kính cường lực nhưng được làm nhám, riêng phần kính cụm camera vẫn được làm bóng. Biểu trưng của Apple được di chuyển vào vị trí trung tâm tại mặt lưng thiết bị tạo cảm giác cân đối cho máy.

### Màn hình
Kích thước màn hình của iPhone 11 Pro và 11 Pro Max lần lượt là 5,8 inch và 6,5 inch. Cả hai đều được trang bị màn hình Super Retina XDR, một điểm cải tiến so với màn hình Super Retina HD có trên iPhone XS và XS Max, với mật độ điểm ảnh là 458 ppi. Máy có độ tương phản là 2.000.000:1, tăng gấp đôi so với người tiền nhiệm. Màn hình thiết bị cũng có tính năng True Tone, có dải màu rộng P3 và độ sáng tối đa lên tới 800 nits. Tính năng 3D Touch đã được Apple loại bỏ trên phiên bản này và được thay thế bởi Haptic Touch.

### Bộ xử lý
Thiết bị sử dụng con chip Apple A13 Bionic, là con chip chạy trên tiến trình 7 nm+ đưa vào sử dụng đầu tiên trên thế giới. Hãng thông báo rằng con chip mới này, CPU có hai lõi cho hiệu năng nhanh hơn 20% và tiết kiệm pin hơn tới 30%. Với bốn lõi, hiệu quả của nó nhanh hơn tới 20% và tiết kiệm năng lượng lên tới 40%. GPU do Apple thiết kế cũng nhanh hơn 20% và sử dụng ít năng lượng hơn 40%, phù hợp với các trò chơi đồ họa cao và trải nghiệm thực tế tăng cường.

### Camera

#### Camera chính
- Có 3 ống kính cùng độ phân giải 12MP: Ống kính Tele, Rộng và Siêu rộng.
- Ống kính Tele có khẩu độ ƒ/2.0, ống kính góc rộng có khẩu độ ƒ/1.8.
- Ống kính góc siêu rộng có khẩu độ ƒ/2.4 và góc chụp toàn cảnh 120°
- Có thể phóng đại và thu nhỏ quang học 2×.
- Có thể phóng đại kĩ thuật số lên tới 10×.
- Chế độ chụp chân với hiệu ứng xóa phông và điều chỉnh khẩu độ nâng cao.
- Trang bị 6 hiệu ứng chụp chân dung từng có iPhone 8 Plus trở đi.
- Trang bị tính năng chống rung quang học kép, có trên ống kinh Tele và góc rộng.
- Chụp năm thành phần đối với ống kính góc siêu rộng.
- Chụp sáu thành phần đối với ống kính Tele và góc rộng.
- Đèn flash True Tone sáng hơn, thời gian phơi sáng thấp.
- Có chế độ chụp đêm.
- Chế độ chụp toàn cảnh cho ra bức ảnh lên tới 63MP.
- Ống kính làm từ đá Shappire.

#### Camera TrueDepth
- Có 1 ống kính với độ phân giải 12MP, cùng khẩu độ ƒ/2.2.
- Chế độ chụp chân với hiệu ứng xóa phông và điều chỉnh khẩu độ nâng cao.
- Trang bị 6 hiệu ứng chụp chân dung từng có iPhone 8 Plus trở đi.
- Hỗ cho việc sử dụng Face ID và các hiệu ứng Animoji và Memoji.
- Quay video 4K ở 24 fps, 30 fps hoặc 60 fps.
- Quay video HD 1080p ở 30 fps hoặc 60 fps.
- Hỗ trợ video Slo-mo cho 1080p ở tốc độ 120 fps.

#### Quay video
- Máy có thể quay video 4K ở 24 fps, 30 fps hoặc 60 fps.
- Quay video 1080p HD ở 30 fps hoặc 60 fps.
- Quay video 720p HD ở 30 fps.
- Chống rung quang học cho video tại ống kinh Tele và góc rộng.
- Có thể phóng đại và thu nhỏ quang học 2×.
- Có thể phóng đại kĩ thuật số lên tới 6×.
- Đèn flash True Tone sáng hơn.
- Hỗ trợ video Slo-mo cho 1080p ở 120 fps hoặc 240 fps.
- Có thể chụp ảnh có độ phân giải 8MP trong khi quay video 4K.
- Có thể thu phóng âm thanh và thu phóng video phát lại.

### Thông tin khác
- Máy có kháng nước và kháng bụi chuẩn IP68, nhưng được thông báo là có sức chịu đựng tốt hơn so với phiên bản trước.
- Dung lượng pin được tăng đáng kể, trải nghiệm thời lượng pin được cho là khác biệt rõ rệt một cách tích cực.
- Được trang bị bảo mật sinh trắc học khuôn mặt Face ID nằm hoàn toàn trong camera TrueDepth.
- Hộp của chiếc iPhone 11 Pro và 11 Pro Max đi kèm với một chiếc tai nghe, cáp sạc và một củ sạc nhanh 18W.
- Chiếc điện thoại có 4 tùy chọn màu sắc:

| Màu sắc | Tên gọi        |
| ------- | -------------- |
|         | Silver         |
|         | Space Gray     |
|         | Gold           |
|         | Midnight Green |

## Danh sách dòng sản phẩm
| Dòng thời gian của các mẫu iPhone         |
| ----------------------------------------- |
| Xem thêm: Timeline of Apple Inc. products |

Nguồn: Apple Newsroom Archive